# Мадагаскарски жаби
Мадагаскарските жаби (Mantellidae) са семейство земноводни от разред Безопашати земноводни (Anura).
Таксонът е описан за пръв път от белгийския зоолог Реймон Лоран през 1946 година.

## Родове
Подсемейство Boophinae
- Boophis

Подсемейство Laliostominae
- Aglyptodactylus
- Laliostoma

Подсемейство Mantellinae
- Blommersia
- Boehmantis
- Gephyromantis
- Guibemantis
- Mantella – Мадагаскарски отровни жаби
- Mantidactylus
- Spinomantis
- Tsingymantis
- Wakea